# Club Polideportivo Villarrobledo
Club Polideportivo Vilarrobledo è una squadra di calcio spagnola, della città di Villarrobledo, rifondata nel 1958 Gioca nella Tercera División - Gruppo 18. Lo stadio della squadra è l'Estadio Campo Municipal de Deportes Nuestra Señora de la Caridad con capacità di 5 500 posti a sedere.
- 1 stagione in Segunda División
- 1 stagione in Segunda División B
- 39 stagioni in Tercera División

## Palmarès

### Competizioni nazionali
- Tercera División: 1

2011-2012

### Altri piazzamenti
- Tercera División:

Secondo posto: 1987-1988, 1988-1989, 2000-2001, 2007-2008, 2017-2018
Terzo posto: 1993-1994, 1996-1997, 1999-2000, 2001-2002, 2013-2014, 2016-2017, 2018-2019